# Краеве в Руската федерация
Край е название за 9 от 85-те субекта на Руската федерация. Краевете представляват огромни териториални единици, отдалечени региони, които се намират в икономическата и географската периферия на Русия. Краевете се делят административно на райони и окръзи.
Краевете, областите и републиките имат еднакъв конституционен статут в Руската федерация. Някои краеве имат огромна територия, която надвишава неколкократно много от европейските страни.
Списък по азбучен ред с номера според картата:
- 1. Алтайски край
- 9. Забайкалски край
- 2. Камчатски край
- 4. Краснодарски край
- 5. Красноярски край
- 6. Пермски край
- 7. Приморски край
- 8. Ставрополски край
- 3. Хабаровски край